# Chamoim

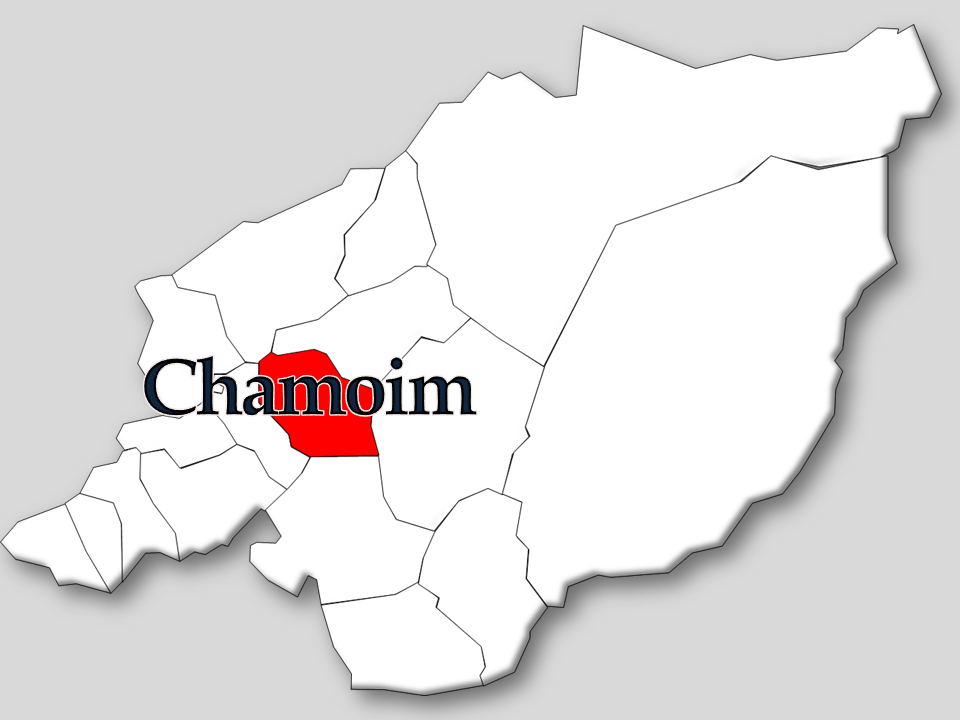
Localização da Freguesia de Chamoim no Município de Terras de Bouro

Chamoim é uma povoação portuguesa do município de Terras de Bouro que foi sede da extinta Freguesia de Chamoim, freguesia que tinha 7,99 km² de área e 291 habitantes (2011), e, por isso, uma densidade populacional de 36 hab/km².
A Freguesia de Chamoim foi extinta (agregada) em 2013, no âmbito de uma reforma administrativa nacional, para em conjunto com Vilar, formar uma nova freguesia denominada União das Freguesias de Chamoim e Vilar.

## História
Chamoim, no lugar de Sequeirós, foi antigamente sede do concelho (com 11 freguesias).

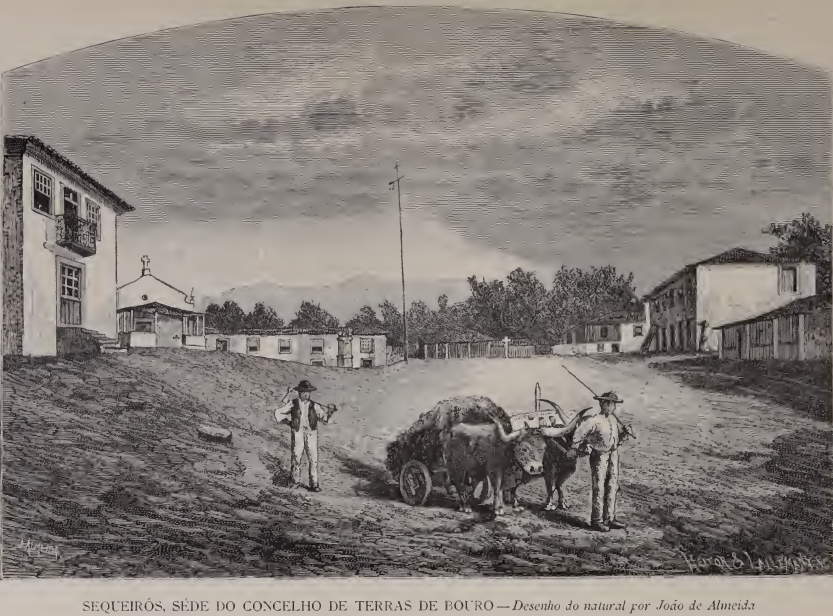
Lugar de Sequeirós, freguesia de Chamoim, sede de concelho em 1887

## População
| População da freguesia de Chamoim | População da freguesia de Chamoim | População da freguesia de Chamoim | População da freguesia de Chamoim | População da freguesia de Chamoim | População da freguesia de Chamoim | População da freguesia de Chamoim | População da freguesia de Chamoim | População da freguesia de Chamoim | População da freguesia de Chamoim | População da freguesia de Chamoim | População da freguesia de Chamoim | População da freguesia de Chamoim | População da freguesia de Chamoim | População da freguesia de Chamoim |
| --------------------------------- | --------------------------------- | --------------------------------- | --------------------------------- | --------------------------------- | --------------------------------- | --------------------------------- | --------------------------------- | --------------------------------- | --------------------------------- | --------------------------------- | --------------------------------- | --------------------------------- | --------------------------------- | --------------------------------- |
| 1864                              | 1878                              | 1890                              | 1900                              | 1911                              | 1920                              | 1930                              | 1940                              | 1950                              | 1960                              | 1970                              | 1981                              | 1991                              | 2001                              | 2011                              |
| 539                               | 533                               | 471                               | 481                               | 507                               | 546                               | 547                               | 615                               | 649                               | 619                               | 617                               | 544                               | 432                               | 350                               | 291                               |

## Lugares
Lugares da Freguesia de Chamoim, além da sede:
- Chão de Pinheiro, Frigueira, Lagoa, Padrós, Pergoim, Santa Comba e Sequeirós[4].

## Património

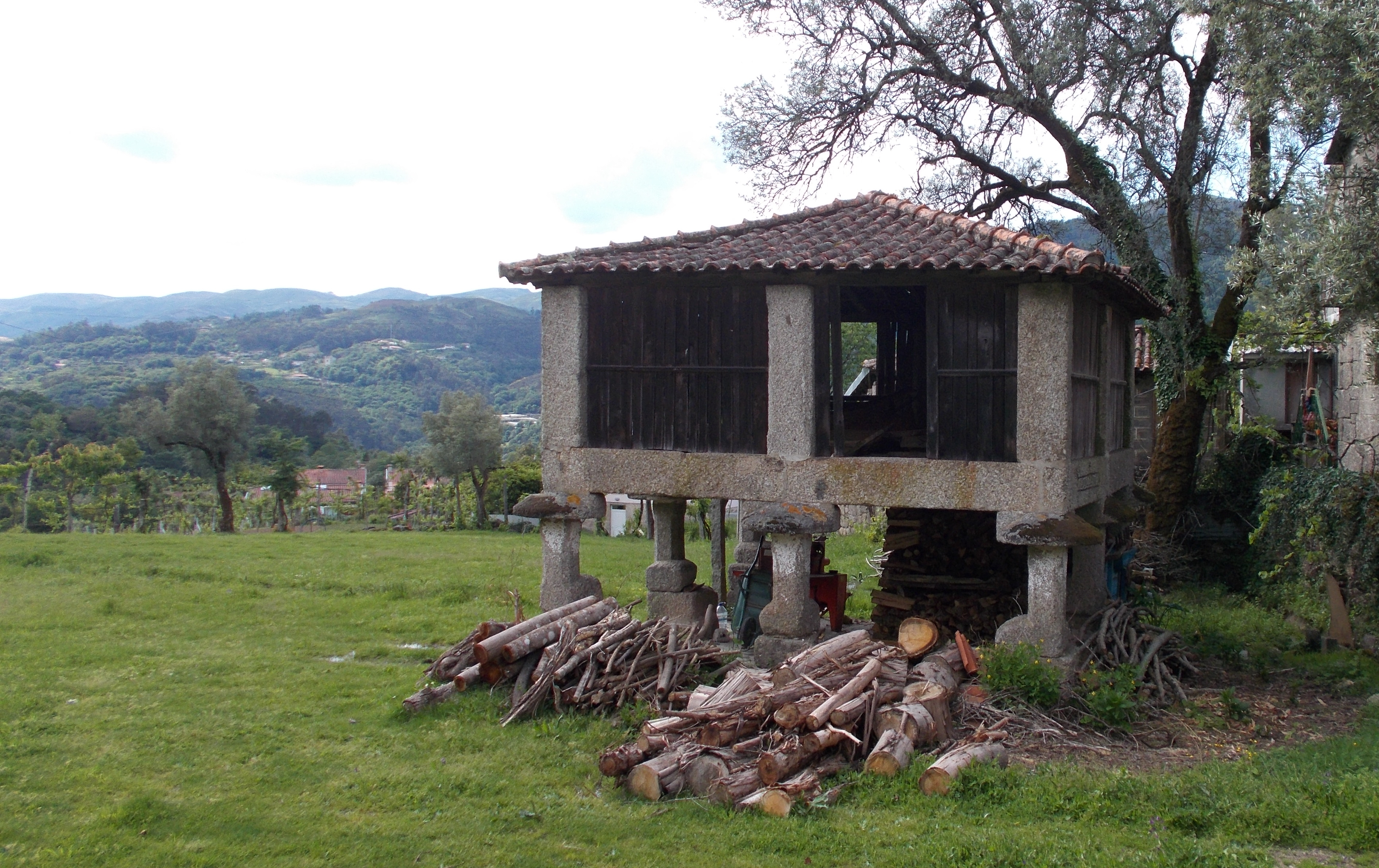
Espigueiro de 1806

- Igreja Paroquial de São Tiago de Chamoim;
- Capela da Senhora da Conceição;
- Capela de São Bartolomeu;
- Capela de São Lourenço;
- Capela de Santa Comba;
- Geira - 35 marcos miliários, série Capela.